# Dołgie Jezioro (gmina Szczecinek)
Jezioro Dołgie (niem. Dolgen See) – duże jezioro rynnowe w Polsce położone w województwie zachodniopomorskim, w powiecie szczecineckim, w gminie Szczecinek, na obszarze Doliny Gwdy.

## Opis
Akwen od zachodu otoczony jest lasami, na wschodnim brzegu znajduje się miejscowość Dołgie.